# Pierre-Gabriel Buffardin
Pierre-Gabriel Buffardin /pjɛʀ gabʀi'ɛl byfaʀ'dɛ̃/ (Marsiglia, 1690 circa – Parigi, 13 gennaio 1768) è stato un flautista e compositore francese.

## Biografia
Fu un virtuoso del flauto traverso, solista alla corte del principe elettore di Sassonia a Dresda dal 1715 al 1749. Fra i suoi allievi ebbe Johann Joachim Quantz (per quattro mesi), Pietro Grassi Florio e un fratello di Johann Sebastian Bach, Johann Jacob Bach III, che incontrò a Costantinopoli prima del 1712. La sua Sonata per flauto è l'unica opera di cui l'attribuzione sia certa. Il Concerto a cinque in mi minore fu scritto per il suo allievo virtuoso Johann Joachim Quantz, che disse di Buffardin: "Suonava solo pezzi veloci, perché è in questo che eccelleva il mio maestro". Alla corte sassone il suo virtuosismo al flauto doveva godere di molta stima, perché nel 1741 il suo stipendio venne raddoppiato.

## Discografia parziale
- French Baroque Concertos, Musica Antiqua Köln, direzione di Reinhard Goebel (Ernst-Burghard Hilse, flauto).
- French Baroque Concertos, Musica Antiqua Köln, direzione di Reinhard Goebel (Wilbert Hazelzet, flauto)
- Flötenkonzerte des Barock, Dresden Baroque Soloists (Eckart Haupt, flauto)